# 小川脩平
小川 脩平（おがわ しゅうへい、明治11年（1878年）6月 – 没年不明）は、日本の実業家、政治家。長野県諏訪郡富士見村（現・富士見町）出身。父は呉服商人の小川金蔵。兄は元鉄道大臣の小川平吉。
信陽営林（株）社長。富士見銀行、諏訪電気各（株）取締役。富士見金融、信州電気各（株）取締役。南信日々新聞社、朝鮮企業各（株）監査役。富士見村長。

## 家族・親族

### 小川家
（長野県諏訪郡富士見村（現・富士見町）、東京都）
- 男・豊（日立製作所社員[3]）

明治42年（1909年）7月生 - 没
- 長男（齋藤平治郎の養子[3]）
- 二女・りん（山梨県、浅尾正三に嫁す[3]）

明治36年（1903年）9月生 - 没
- 三女・やす（愛知県、歯科医久野憲に嫁す[3]）

明治38年（1905年）3月生 - 没
- 四女・ふさ（長野県、京成電気会社員小池虎六に嫁す[3]）

明治40年（1907年）7月生 - 没
- 弟・子郎は同妻カヨ（佐々木高榮姉）と共に分家す[3]